# Justus Dahinden
Justus Dahinden (født 18. maj 1925 i Zürich, Schweiz; død 11. april 2020 i Zürich-Witikon) var schweizisk arkitekt og professor ved Technische Universität Wien.
|  | Dette afsnits indhold bærer præg af maskinoversættelse og/eller tvivlsomt indhold Dette afsnits indhold bærer præg af at være en maskinoversættelse og/eller meget dårligt og uklart formuleret (også kaldet "dåsedansk"). Det vurderes at sproget er så dårligt og eventuelt forkert eller til at misforstå, at det bør omskrives eller oversættes på ny. Du kan hjælpe med at oversætte til korrekt dansk i denne og lignende artikler. Hvis dette ikke sker inden for kort tid, kan en sletning komme på tale. Se evt. denne sides diskussionsside eller i artikelhistorikken. |

Justus Dahinden, søn af den schweiziske skiområde, forfatter og filmskaber Josef Dahinden, studerede arkitektur ved det schweiziske føderale teknologiske institut i Zürich fra 1945 til 1949, ligesom Max Frisch, Alberto Camenzind og Hans Hofmann. Fra 1949 til 1952 var han assistent ved formanden for William Dunkel, hvor han også fandt beskæftigelse efter at have afsluttet sine studier. Fra 1955 havde Dahinden sit eget studie i Zürich. I 1956 modtog han sin doktorgrad for sin stilling inden for moderne arkitektur ved ETH. I 1974 blev han udnævnt til professor i interiørdesign og design ved Wiens teknologiske universitet. Han blev også bestyrelsesmedlem for Institut for Interiørdesign og Design ved Wiens Tekniske Universitet.
I 1985 blev han professor honoris causa ved Fakultet for Arkitektur og Byudvikling ved Universitetet i Buenos Aires, FAU - Facultad de Arquitectura y Urbanismo, Universidad de Buenos Aires. I 1989 blev han professor honoris causa for "Scuola de Altos Estudios del CAYC", Centro de Arte y Comunicación (CAYC) i Buenos Aires. Han havde en æresdoktorat fra det georgiske tekniske universitet i Tbilisi (1995) og en æresdoktorat fra det Slovakiske tekniske universitet i Bratislava (1996).

## Udmærkelser
- 1981 Grand Prix d'Architecture 1981, CEA Cercle d'Ètudes Architecturales, Paris
- 1981 INTERARCH 81, World Triennial of Architecture, Sofia, Medal and Prize of the City of Nates for Habitat in Iran
- 1983 INTERARCH 83,World Triennial of Architecture, Competition HUMA 2000, Sofia, Medal and Prize of the National Committee of Peace of Bulgaria for the Project "Stadthügel" ("Urban Mound")
- 1985 INTERARCH 85, World Triennial of Architecture, Sofia, Award for competition of projects and realizations, personal work
- 1989 INTERARCH 89, World Triennial of Architecture, Sofia, Award for the Biography "Justus Dahinden-Architektur-Architecture"